# Villa Baldassarri
Villa Baldassarri is een plaats (frazione) in de Italiaanse gemeente Guagnano.